# Liber instrumentorum vicecomitalium
Liber instrumentorum vicecomitalium (latinsky Kniha listin vikomtů) je pozemková kniha vytvořená zhruba v rozmezí let 1186 až 1214 rodinou Trencavelů. Listiny v ní zahrnuté obsahují důležité feudální zvyklosti vztahující se k zemím spřízněným s Trencavely. Mezi ně patří Albi, Agde, Béziers, Carcassonne, Nîmes. Všechny zmíněné země vyjma Carcasonne byly vikomtství, název knihy tedy pochází odtud. Rukopis ze 12. století je uchován v Société Archéologique de Montpellier.